# Muisjes
Els muisjes ('ratolinets' en neerlandès, per la seva forma) són un aliment untable tradicional dels Països Baixos. Estan fets d'anís amb una capa de sucre colorada.
La tradició va començar al segle xvii, tot i que aleshores era anís molt. Era un símbol de fertilitat. Al segle xviii se li va afegir la capa de sucre. La combinació de bescuit amb muisjes es va popularitzar el 1938, quan la marca De Ruijter, que fabrica els muisjes, va oferir una gran llauna de muisjes a la família reial, com a regal pel naixement de Beatriu.

## Varietats
Abans del segle xx, només hi havia els muisjes blancs, però després se'n van comercialitzar altres colors.
Muisjes roses
Els muisjes roses eren originalment utilitzats amb els blancs tant per a nenes com per a nens. Amb la introducció dels muisjes blaus, la mescla de roses i blancs està reservada per al naixement de nenes.
Muisjes blaus
El bescuit amb la mescla de muisjes blaus i blancs és utilitzat per al naixement de nens.
Muisjes taronja
Els muisjes taronja només es van vendre durant una setmana al desembre de 2003, per celebrar el naixement de Caterina Amàlia i també n'hi havia pel naixement de Beatriu. El color taronja és el color de la família reial neerlandesa.
Muisjes molts
Els muisjes molts (gestampte muisjes) no estan relacionats amb naixements.